# ТЕЛЬНЮК: назавжди
«ТЕЛЬНЮК: назавжди» — шостий студійний альбом українського вокального дуету «ТЕЛЬНЮК: Сестри», який було презентовано 4 жовтня 2009 року. Запис, зведення та мастерінг здійснено студією звукозапису Комора 2009 року, треки 1 та 4 було записано на студії звукозапису «Кофеїн» 2008-го.

## Композиції
1. НАЗАВЖДИ Абы МС версія (4:18)
2. НАЗАВЖДИ версія Олександра Мельника (4:14)
3. НАЗАВЖДИ Мертвий півень версія (4:13)
4. POUR TOUJOURS version Aby MC (4:17)
5. POUR TOUJOURS version Melnyuk (4:13)

## Музиканти
- Композитор: Леся Тельнюк

- Над альбомом працювали: Галя Тельнюк, Леся Тельнюк, Таня Ша, Геннадій Сидоров, Олег Микитюк, Соня Сульдіна, Дмитро Глущенко, Олександр Мельник, Юрій Василевич, Михайло Мимрик, Олег Заремський, Сергій Гданський, Сергій Кіпень, Вадим Бойко, Тарас Осадчий, Наталя Кмитів, Місько Барбара, maryan_dirtyn